# Insel Hiddensee
Die Gemeinde Insel Hiddensee (bis zum 2. Februar 1993 Hiddensee) umfasst die Insel Hiddensee sowie einige ihr östlich vorgelagerte Inseln. Hiddensee gehört seit 2005 zum Amt West-Rügen mit Sitz in der Gemeinde Samtens. Die Gemeinde gliedert sich in die Ortsteile Grieben, Kloster, Vitte und Neuendorf.

## Name
Der Gemeindename „Insel Hiddensee“ bezieht sich direkt auf den Namen der Insel, welcher als „Hedinsey“ in der Prosa-Edda und als „Hithinsö“ in den Gesta Danorum des Saxo Grammaticus genannt wird. Beides bedeutet so viel wie „Insel des Hedin“ oder „Hedinsinsel“. Der legendäre Norwegerkönig Hedin soll hier um eine Frau oder auch nur um Gold gekämpft haben. Unter dänischer Herrschaft war offiziell „Hedins-Oe“ gebräuchlich. Bis 1880 hieß die Insel auch in deutschen Karten noch „Hiddensjö“, 1929 in deutschen Reiseführern noch „Hiddensöe“. Die vollständige Eindeutschung und Umdeutung zu „Hiddensee“ ist also relativ jung.

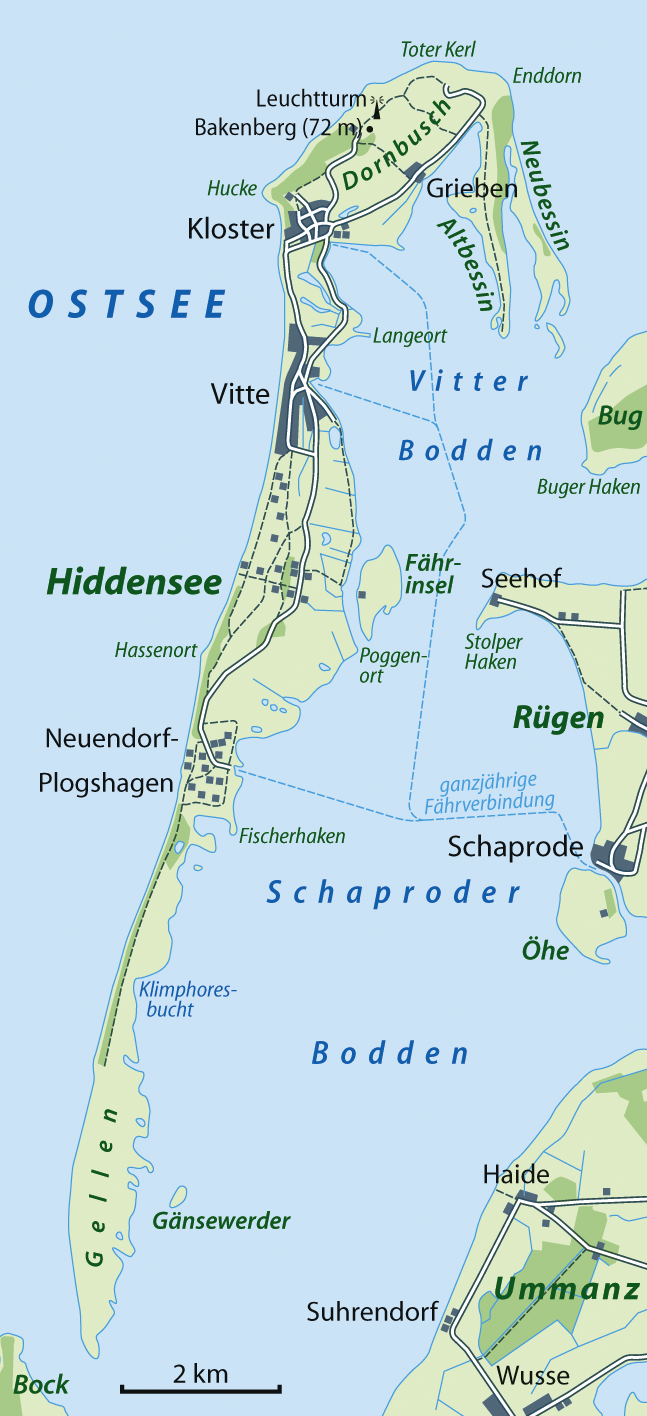
Übersichtskarte von Hiddensee

## Geografie

### Die Gemeinde

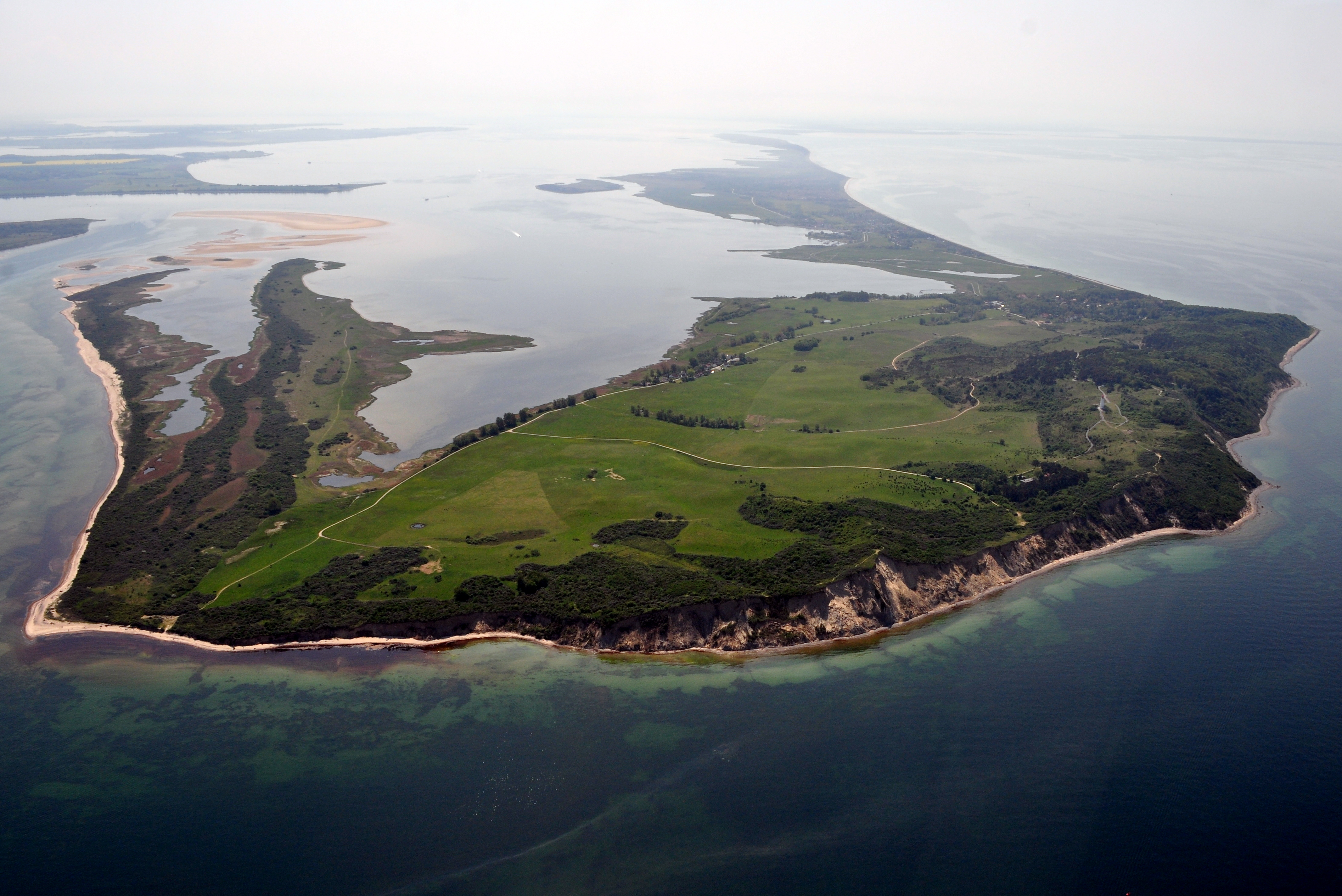
Luftbild der Steilküste am Leuchtturm Dornbusch, Nordhaken der Insel Hiddensee

Den größten Teil des Gemeindegebietes nimmt die langgestreckte (16,8 Kilometer lange) Insel Hiddensee ein. Begrenzt wird die Insel durch den Schaproder Bodden und Vitter Bodden im Osten, den Gellenstrom (die Fahrrinne nach Stralsund) im Süden und die offene Ostsee nach Westen und Norden. Ebenfalls gehören einige kleinere, unbewohnte Inseln zum Gemeindegebiet: Fährinsel, Gänsewerder und Tedingsinsel. Die an die Inseln angrenzenden Wasserflächen sind nicht Teil des Gemeindegebiets.
Die Gemeinde Insel Hiddensee hat vier Ortsteile (von Nord nach Süd):

### Ortsteil Grieben
Grieben ist das älteste, nördlichste und kleinste Dorf auf Hiddensee und liegt am östlichen Rand des Hochlandes der Insel. Der Name leitet sich vom slawischen grib (für „Pilz“) ab. Grieben hat keinen eigenen Hafen. Zu den ersten prominenten Besucher zählten in den Jahren zwischen 1792 und 1804 Ludwig Kosegarten und Karl Lappe. Zwischen Grieben und Kloster befand sich zwischen 1969 und um 1990 auf der Boddenseite (am Schwedenhagen) ein Schiffsanleger aus Beton, der zunächst für die Erdöltankschiffe genutzt wurde. Nach der Einstellung der Förderung legte hier das Schubboot an. Danach diente er noch kurzzeitig als Seglerhafen. Der Anleger wurde zum Beginn des 21. Jahrhunderts beseitigt. Mit der kompletten Neugestaltung des Hafens Kloster entstand auch ein richtiger Seglerhafen.

### Ortsteil Kloster

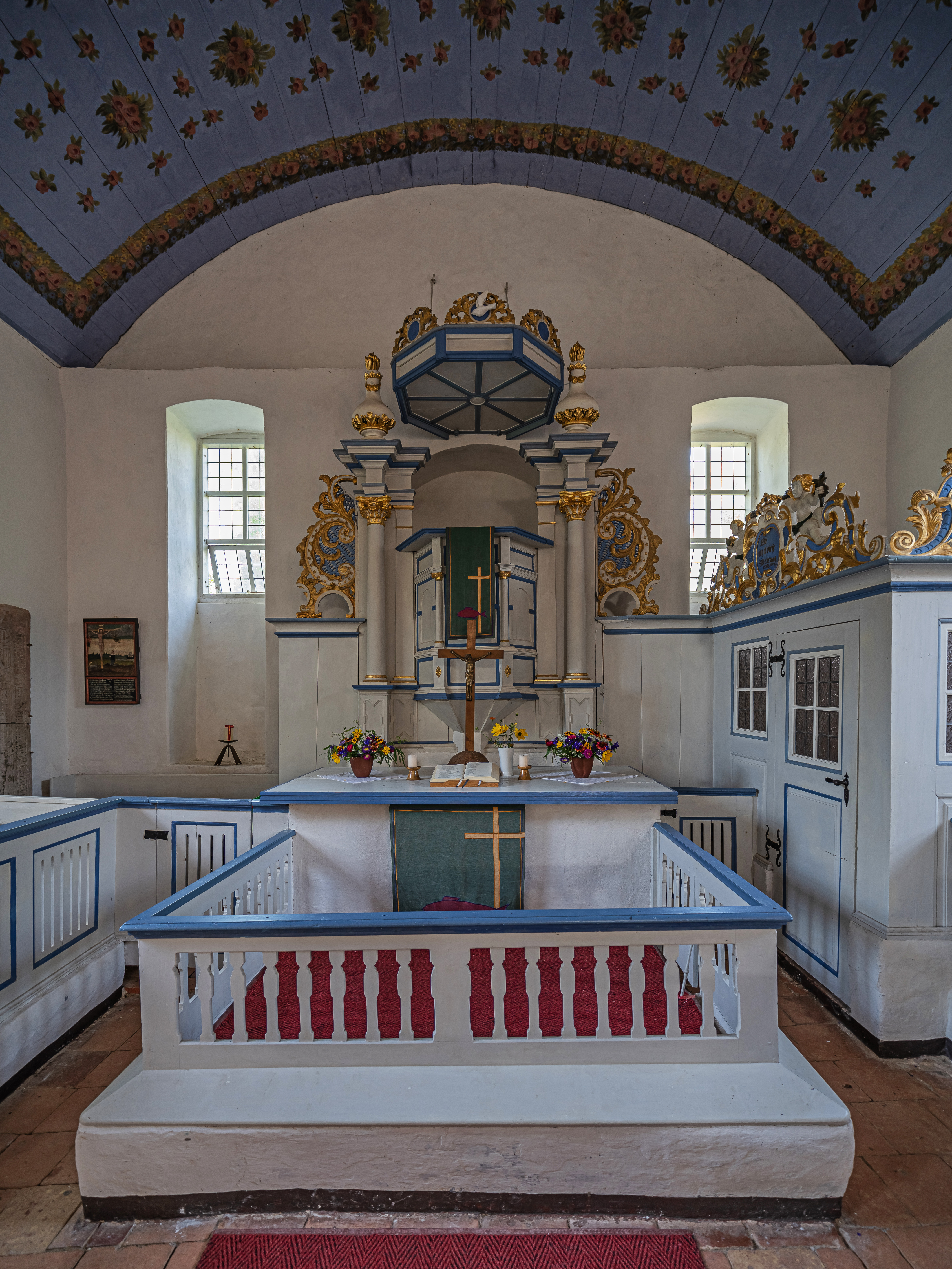
Inselkirche von Kloster

Der Ortsteil Kloster hat seinen Namen vom ehemaligen Kloster der Zisterzienser, das von 1296 bis 1536 in der Nähe des heutigen Hafens von Kloster lag. Es wurde mit der Reformation aufgelöst. Heute gilt Kloster mit dem Gerhart-Hauptmann-Haus, der Inselkirche und dem Inselfriedhof mit den Grabstätten von Gerhart Hauptmann, Walter Felsenstein und Gret Palucca als das kulturelle Zentrum von Hiddensee. Es liegt direkt am Hochland, dessen höchste Erhebung der Dornbusch ist. In Kloster befinden sich die Biologische Station Hiddensee und die Vogelwarte Hiddensee als Außenstellen der Universität Greifswald, welche beide aus der 1930 entstandenen Biologischen Forschungsanstalt Hiddensee hervorgegangen sind. Wegen der günstigen Lage der Insel weitab vom Festland besteht im Dornbuschwald eine Bienenbelegstelle.

### Ortsteil Vitte
Vitte (sprich: Fitte) wurde erstmals 1513 urkundlich erwähnt, ist der Hauptort und zugleich der größte und zentrale Ort der Insel. Der Name ist eine Ableitung von „vit“; damit bezeichnete man früher Fischverkaufsstellen (zur Wortherkunft siehe auch Vitten). In Vitte steht das Rathaus mit der Gemeindeverwaltung. Außerdem ist hier der Fähranleger für die Lastenfähre, mit der die Fahrzeuge für die Ver- und Entsorgung von Schaprode auf der Insel Rügen aus übersetzen. Der Güterverkehr wird auf Anhänger, die von Elektroschleppern gezogen werden, umgeschlagen und auf der Insel an die Lebensmittelmärkte und Gaststätten verteilt. Teilweise werden kleinere Güter auch noch mit Pferdefuhrwerken ausgeliefert. Die Heidelandschaft auf Hiddensee, zwischen Vitte und Neuendorf gelegen, zählt ebenso zu Vitte. In Vitte steht das älteste noch erhaltene Haus der Insel, das „Hexenhaus“ (ehemals Sommerhaus von Adolf Reichwein). Darüber hinaus befinden sich in Vitte das (wohl letzte) Zeltkino, die Seebühne Hiddensee (Figurentheater) und eine Holländerwindmühle, die „Schwarze Mühle“.

### Ortsteil Neuendorf

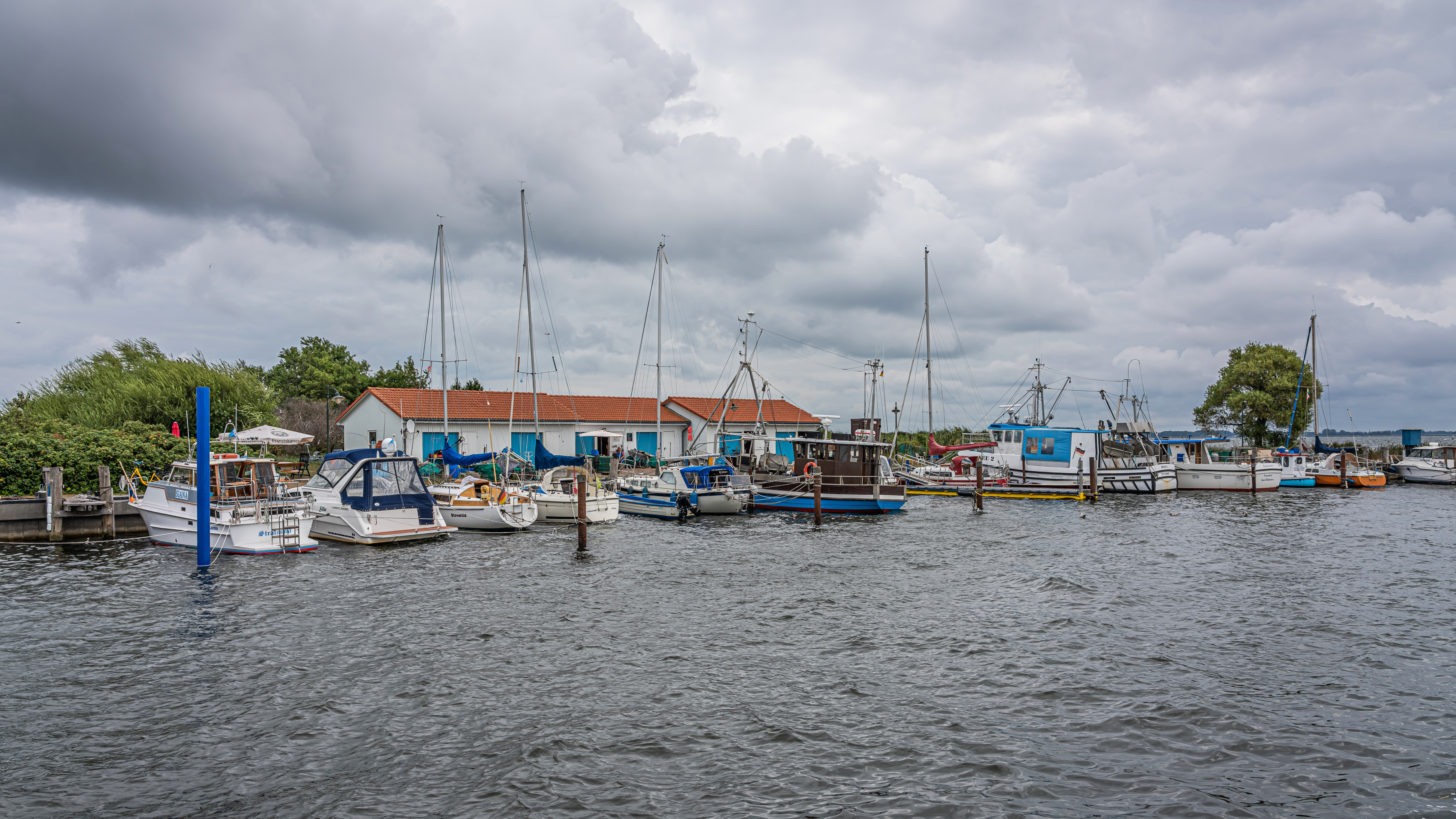
Hafen von Neuendorf

Neuendorf ist der südlichste Ort auf Hiddensee. Die Einwohner von Neuendorf werden als „Die Süder“ bezeichnet. Große Teile von Neuendorf gleichen einer großen Wiese, auf der die Häuser wie an einer Schnur gezogen aufgereiht sind. Es gibt teilweise keine angelegten Wege, so dass einzelne Adressen nur direkt über die Wiese zu erreichen sind. Neuendorf hat einen eigenen Hafen.
Neuendorf besteht aus zwei ursprünglich eigenständigen Orten: Dem älteren, wohl schon aus dem 13. Jahrhundert stammenden Plogshagen im Süden und dem eigentlichen Neuendorf, das um 1700 durch die Absiedlung aus der Siedlung Glambek entstand. Überreste dieser Siedlung sind noch heute nordöstlich des Neuendorfer Ortsgebietes zu erkennen.
Südlich von Neuendorf liegt der so genannte Gellen, dessen Südteil, ein bedeutendes Vogelschutzgebiet, zur Schutzzone I des Nationalparks Vorpommersche Boddenlandschaft gehört und somit für die Öffentlichkeit nicht zugänglich ist.

## Geschichte
Die Orte auf der Insel Hiddensee bildeten bis in die 1930er Jahre die drei Gemeinden Kloster-Grieben, Vitte und Neuendorf-Plogshagen. Zwischen 1937 und 1939 vereinigten sie sich zur Gemeinde Hiddensee, die damit das gesamte Inselgebiet umfasste.
Die Gemeinde gehörte seit der Gründung der DDR im Oktober 1949 bis 1990 zum Kreis Rügen im Bezirk Rostock und wurde nach der deutschen Wiedervereinigung Teil des Landes Mecklenburg-Vorpommern. Seit den 1990er Jahren trägt sie den Namen Insel Hiddensee. 1996 erkämpfte sich die Gemeinde die Amtsfreiheit, die sie jedoch im Jahr 2005 bei der Gebietsreform in Mecklenburg-Vorpommern wieder verlor. Seitdem gehört sie zum Amt West-Rügen.
Seit 2005 trägt die Gemeinde Insel Hiddensee den Namenszusatz Seebad.

## Politik

### Gemeindevertretung
Die Gemeindevertretung der Gemeinde Seebad Insel Hiddensee hat 8 Mitglieder. Die Kommunalwahl vom 26. Mai 2019 führte zu folgendem Ergebnis:
| Partei / Liste                          | Stimmenanteil | Sitze |
| achtsame Demokraten-Die HIDDENSEEpartei | 50,45 %       | 4     |
| SPD                                     | 10,71 %       | 1     |
| Bürger für Hiddensee                    | 38,84 %       | 3     |

Die Wahlbeteiligung lag bei 59,66 Prozent.
Thomas Gens wurde mit 55,06 % der Stimmen als Bürgermeister wiedergewählt.

### Wappen
Blasonierung: „Gespalten von Blau und Gold; rechts ein nach links gewendetes goldenes Seepferdchen; links eine blaue Hausmarke, bestehend aus Sparrenkopfschaft, Mittelkreuzsprosse und erhöhter Mittelkreuzsprosse sowie einer vorderen Fußabstrebe.“
Die linke Flanke hat einen hellblauen Hintergrund mit einem gelben Seepferdchen (Silhouette der Insel), die rechte Flanke hat einen gelben Hintergrund, auf dem eine für Hiddensee typische Hausmarke in Hellblau erscheint. Die Farbgebung Blau-Gelb dokumentiert die Zugehörigkeit zum schwedischen Königreich zwischen 1648 und 1815.

Flagge der Gemeinde Insel Hiddensee

Das durch den Weimarer Heraldiker Michael Zapfe gestaltete Wappen wurde am 29. Januar 1998 durch das Innenministerium genehmigt und unter der Nr. 141 der Wappenrolle von Mecklenburg-Vorpommern registriert.

### Flagge
Die Flagge der Gemeinde ist gleichmäßig und quer zur Längsachse des Flaggentuches von Gold (Gelb) und Blau gestreift. Auf der Mitte des Flaggentuchs liegt, auf jeweils ein Drittel der Länge des goldenen (gelben) und blauen Streifens übergreifend, das Gemeindewappen. Die Länge der Flagge verhält sich zur Höhe wie 5:3.

### Logo
Das offizielle Signet des Seebades Hiddensee beruht auf einem Entwurf des Berliner Malers Torsten Schlüter aus dem Jahr 1996. Es stellt den Schriftzug Hiddensee und eine abstrahierte Küstenlinie auf weißem Grund dar.

## Wirtschaft
Die Bewohner der Insel leben hauptsächlich vom Tourismus. Der Großteil der Besucher sind Tagestouristen, jährlich hat Hiddensee etwa 50 000 Besucher. Schon vor 1990 war Hiddensee ein beliebter Urlaubsort, in den 1970er Jahren befanden sich in der Hauptsaison täglich bis zu 4000 Urlauber und 3000 Tagesausflügler auf der Insel. Aufgrund der angestrebten Naturbelassenheit wurde der Tourismussektor kaum weiter ausgebaut, an den Besucherzahlen hat sich seither kaum etwas geändert.
Ein erheblicher Teil der Fläche Hiddensees wird für landwirtschaftliche Zwecke genutzt.

## Bildung
Auf der Insel wird seit 1788 unterrichtet. Am Anfang übernahm dies der Küster. Die erste Schule in Vitte wurde am 2. November 1887 gegründet. 1990 wurde die Vitter Schule zu einer Realschule mit Haupt- und Grundschulteil, später „Regionale Schule mit Grundschule“. 2022/23 werden circa 50 Schüler in der ersten bis zehnten Klasse unterrichtet.

## Verkehr

### Straßen

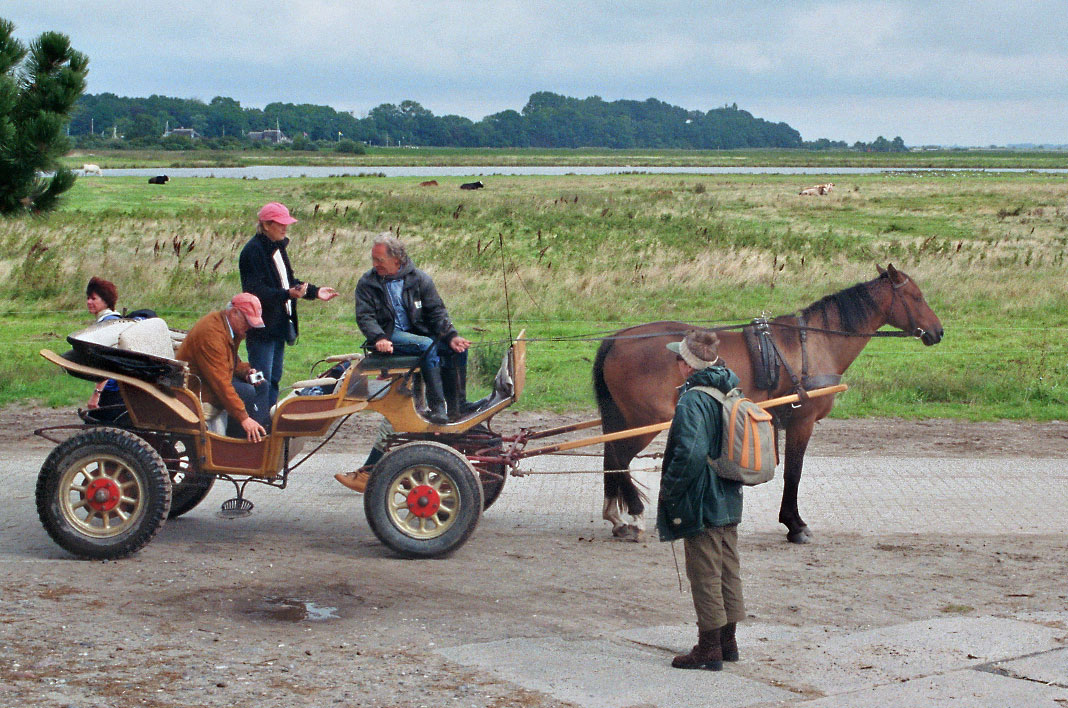
Personentransport mit einer Pferdekutsche

Der private Kfz-Verkehr ist bereits seit 1927 auf der gesamten Insel untersagt. Für öffentliche Aufgaben, Lieferverkehr und landwirtschaftliche Nutzung sind einige Kraftfahrzeuge zugelassen, seit dem 21. Jahrhundert meist mit Elektroantrieb. Dadurch ist die Insel nahezu autofrei. Ein Teil des Personen- und Warenverkehrs wird mit Pferdefuhrwerken durchgeführt. Die stetig anfallenden Hinterlassenschaften der Pferde werden von Gemeindemitarbeitern oder Einwohnern meist schnell beseitigt.
Zwischen den Ortsteilen Grieben, Kloster, Vitte und Neuendorf verkehrt wochentäglich zwischen 7 und 17 Uhr ein E-Linienbus (Liniensprinter), eigentlich der Schulbus der Verkehrsgesellschaft Vorpommern-Rügen (VVR). Eine Halbtageskarte kostet 4,10 Euro (Stand August 2024).
Das wichtigste individuelle Fortbewegungsmittel auf der Insel ist das Fahrrad. In jedem Ortsteil haben sich private Fahrradverleiher etabliert, die Kinderfahrräder, Tandems, Fahrräder mit Kinderanhängern, Rikschas bis zu hochwertigen E-Bikes stunden- oder tageweise vermieten.
Der Zustand der Geh- und Fahrwege auf der Insel ist mittlerweile hochwertig. Alle Verbindungswege, auch die Deichwege, zwischen den Ortschaften sind befestigt. Die Betonplatten aus DDR-Zeit sind kaum noch vorzufinden. In Vitte und Grieben sind fast alle Wege gepflastert. In Kloster und Neuendorf gibt es dagegen noch viele unbefestigte, naturbelassene Sandwege, die von den Touristen sehr geschätzt werden. Betonplattenwege existieren nur noch zwischen Kloster und der Pension Klausner am Leuchtturm und hinter Grieben.

### Schiffe
Zu erreichen ist die Insel von Stralsund (saisonal abhängig) sowie von Schaprode auf Rügen mit Personenfähren der Reederei Hiddensee, die in den Häfen Kloster, Vitte und Neuendorf anlegen. Die Fähre Vitte, die auch Fracht transportieren kann, läuft von Schaprode aus Vitte an. In der Sommersaison bestehen weitere unregelmäßig verkehrende Schiffsverbindungen mit Ralswiek, Breege, Wiek und Zingst. Außerdem gibt es Wassertaxiverbindungen mit Stralsund und Schaprode. Vitte wird seit den 2010er Jahren auch zunehmend von kleineren Kreuzfahrtschiffen für einen mehrstündigen Inselaufenthalt der Passagiere angefahren.
In den Häfen von Kloster und Neuendorf sowie im privaten Seglerhafen Vitte-Langeort können auch private Segel- und Motoryachten festmachen.

## Persönlichkeiten
Menschen, die auf der Insel wohnten/häufig weilten oder hier arbeite(te)n/leben (alphabetisch)
- Erich Arendt (1903–1984) Lyriker und Übersetzer, hatte ein Haus auf Hiddensee
- Elisabeth Büchsel (1867–1957), Malerin, Sommerwohnung im Haus der Familie Gau am südlichen Ende von Vitte
- Werner Buhss (1949–2018), Dramatiker und Übersetzer, war lange Jahre den größten Teil des Jahres in Kloster mit dem Verfassen von Nachdichtungen der Dramen Gorkis, Shakespeares oder Tschechows befasst
- Hanns Cibulka (1920–2004), Schriftsteller, zwischen 1970 und 1985 häufiger Gast in Kloster; Verfasser von Büchern über Hiddenseer Landschaften, z. B. „Sanddornzeit“, „Seedorn“
- Manfred Domrös, Inselpastor von 1986 bis 2008, Mitbegründer der Initiative „Schwerter zu Pflugscharen“ in der DDR
- Albert Einstein (1879–1955), Physiker – von seinen Aufenthalten kündet eine metallene Gedenkplatte an der Vogelwarte der Universität Greifswald in Kloster: Hier weilte Albert Einstein mehrfach während seiner Besuche auf Hiddensee.
- Felix Emmel (1888–1960), erwarb 1921 ein Haus in Vitte am Hafen, welches nach 1989 in den Besitz seiner Nachkommen gelangte.
- Alexander Ettenburg (1858–1919), Schauspieler und Dichter, bekannt als „Einsiedler von Hiddensee“
- Hans Fallada (1893–1947), Schriftsteller, schrieb 1933 im Gasthaus Freese „Hotel am Meer“ im Örtchen Neuendorf seinen Roman Kleiner Mann – was nun?.
- Walter Felsenstein (1901–1975), Opernregisseur, auf dem Inselfriedhof begraben; Landhaus Pjerregard Hügelweg 19 am Ortsrand von Kloster.
- Günter Fink (1913–2000), (Maler) stellte seit 1949 in Vitte am Norderende und in der Blauen Scheune aus, die er 1955 erwarb. Die Blaue Scheune gehört heute seiner Witwe Helga Fink.
- Paul Herbert Freyer (1920–1983), Schriftsteller, Theaterintendant, lebte im Sommer in Neuendorf, verstarb in Neuendorf
- Otto Gebühr (1877–1954), Schauspieler, besaß ein Haus in Kloster, 1934 erstmals auf Hiddensee als „Kaffeetrinker“ im Gasthaus zur Heiderose
- Arnold Gustavs (1875–1956), der „alte Pastor“ – Heimatchronist und Autor, sowie sein Sohn,
- der Maler Eggert Gustavs (1909–1996)
- Gerhart Hauptmann (1862–1946), Schriftsteller, wohnte zwischen 1896 und 1899 jeden Sommer im Gasthof zur Ostsee in Vitte, danach in der ehemaligen Pension Haus am Meer (seit Ende des 20. Jh. Vogelwarte der Uni Greifswald in Kloster); erwarb 1930 das Haus Seedorn in Kloster, das seit seinem Tod als Gedenkstätte dient; ist auf dem Inselfriedhof begraben.
- Richard Hayer, eigentlich Friedrich-Wilhelm Hagemeyer (* 1947), Physiker, Soziologe, Manager und Romanautor
- Erich Heckel (1883–1970), Maler und Mitglied der Brücke-Gruppe, verbrachte 1912 einen Sommerurlaub in Grieben, schuf insgesamt 35 Bilder nach Landschaften von Hiddensee
- Hanns Dieter Hüsch (1925–2005), Kabarettist, Schauspieler und Autor, weilte in den Sommern seit den 1990er Jahren mehrfach auf Hiddensee, mehrere Programme in der Inselkirche
- Werner Klemke (1917–1994), Maler und Illustrator, eigenes Haus
- Brigitte Köhler-Kliefert (1924–2001), malte auf der Insel
- Käthe Kollwitz (1867–1945), weilte in den 1920er Jahren oft auf Hiddensee und war zu Gast bei dem Maler Leo Klein von Diepold in Kloster, im Norden von Vitte
- Käthe Kruse (1883–1968), Puppenherstellerin
- Oskar Kruse (1847–1919), Maler, Bauherr der Lietzenburg, die später sein Bruder Max mit Ehefrau Käthe Kruse übernahm
- Henni Lehmann (1862–1937), Malerin, Wiesenweg 2 in Vitte
- Käthe Löwenthal (1878–1942), Malerin, weilte 1912–1935 regelmäßig im Sommer in Vitte
- Klaus Müller (* 1941), Autor, segelte seit den 1980er Jahren regelmäßig auf den Gewässern um Hiddensee, floh 1988 von Neuendorf mit einem Segelboot nach Dänemark und kehrte nach acht Monaten in die DDR zurück.
- Hermann Muthesius (1861–1927), Architekt, besaß seit 1912 ein Haus am Süderende in Vitte.
- Asta Nielsen (1881–1972), Stummfilmstar, Haus Karusel in Vitte, Am Seglerhafen
- Nikolaus Niemeier, Kunstmaler und Dichter, wohnte ab den 1920er Jahren in einem eigenen Haus am Norderende in Vitte; schuf die Blumenmalerei in der Inselkirche in Kloster und verfasste Gedichte in niederdeutscher Sprache
- Gret Palucca (1902–1993), Tänzerin, 1948 erstmals auf der Insel; ab den 1960er Jahren besaß sie ein eigenes Sommerhaus am Norderende in Vitte; Palucca wurde 1993 auf dem Inselfriedhof in Kloster beerdigt.
- Gisela Peschke (1942–1993), Malerin
- Rosemarie Reichwein (1904–2002) und ihr Mann Adolf Reichwein (1898–1944), Reformpädagoge und Mitglied des Kreisauer Kreises, besaßen ab den 1930er Jahren ein Sommerhaus auf Hiddensee, das Hexenhaus, welches sich seit 1990 wieder in Familienbesitz befindet
- Joachim Ringelnatz (1883–1934), Dichter, häufig Gast bei Asta Nielsen
- Robert Rompe (1905–1993), Physiker, besaß ein Sommerhaus in Kloster und ist auf dem Inselfriedhof beerdigt.
- Aljoscha Rompe (1947–2000), DDR-Punk-Musiker, veranstaltete Strand-Konzerte auf Hiddensee
- Torsten Schlüter (* 1959), Maler, hat auf Hiddensee sein zweites Atelier, arbeitet seit 1983 auf Hiddensee
- Renate Seydel (* 1935), Schriftstellerin, Herausgeberin von Anthologien über Hiddensee, Inhaberin der Buchhandlung Koralle in Vitte
- Hans-Joachim Stoll (1931–2015), Archäologe, lebte ab 1994 in Vitte, verfasste mehrere Bücher über Hiddensee
- Paul-Joachim Timm (* 1990), Jurist und Politiker der Alternative für Deutschland
- Thomas Wilkening (1956–2005), Fernsehproduzent, starb auf Hiddensee
- Julie Wolfthorn (1864–1944), Malerin, Zeichnerin und Grafikerin sowie Opfer des NS-Regimes, lebte und arbeitete in Vitte